# Африканські музичні традиції на південь від Сахари

## Музика і танець в африканських товариствах

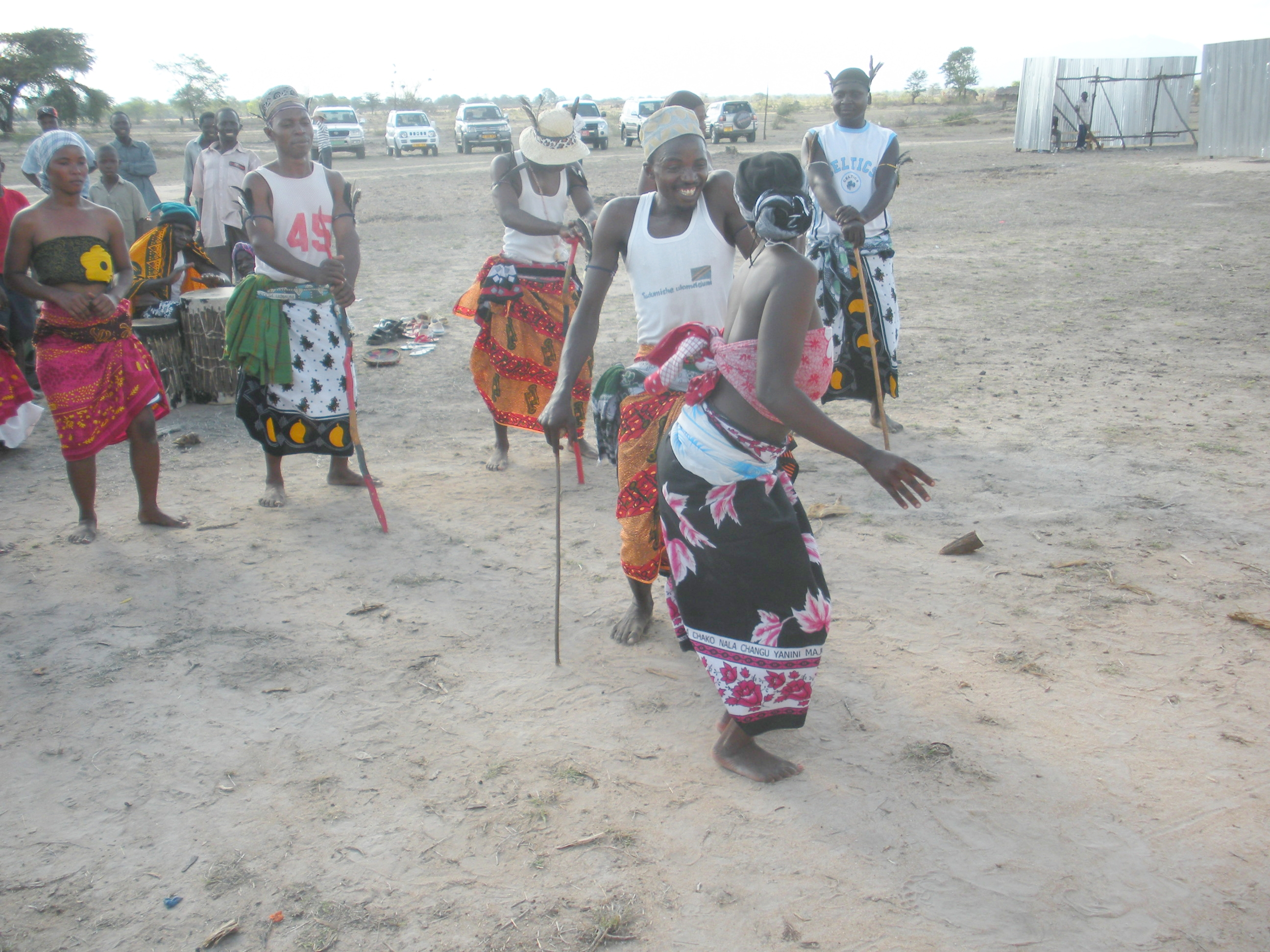
Барабанні танці в Дакава, Морогоро, Танзанія

У багатьох частинах Африки використання музики не обмежується розвагами: вона служить місцевій громаді та допомагає в проведенні щоденних процедур. Традиційна африканська музика забезпечує відповідну музику та танці для роботи, для релігійних обрядів народження, називання, обрядів проходження, шлюбу та похорон. Удар і звуки барабана використовуються як у спілкуванні, так і в культурному вираженні.
В Африканському танці значною мірою беруть участь всі: традиційно не існує бар'єрів між танцюристами та глядачами, крім духовних, релігійних та ініціативних танців. Навіть ритуальні танці мають час, коли в них беруть участь глядачі. Танці допомагають людям працювати, зростати, хвалити чи критикувати членів громади, святкувати фестивалі та похорони, змагатись, декламувати історію, прислів'я та поезію, зустрічатися з богами. Вони прищеплюють соціальні зразки та цінності. Багато танців виконують лише чоловіки або жінки. Танці часто відокремлюються за статтю, підсилюючи гендерні ролі у дітей. Спільні структури, такі як споріднення, вік та статус, також часто посилюються. Поділитися ритмом — це сформувати групову свідомість, поєднуватися між собою, бути частиною колективного ритму життя, до якого всі запрошені внести свій внесок.

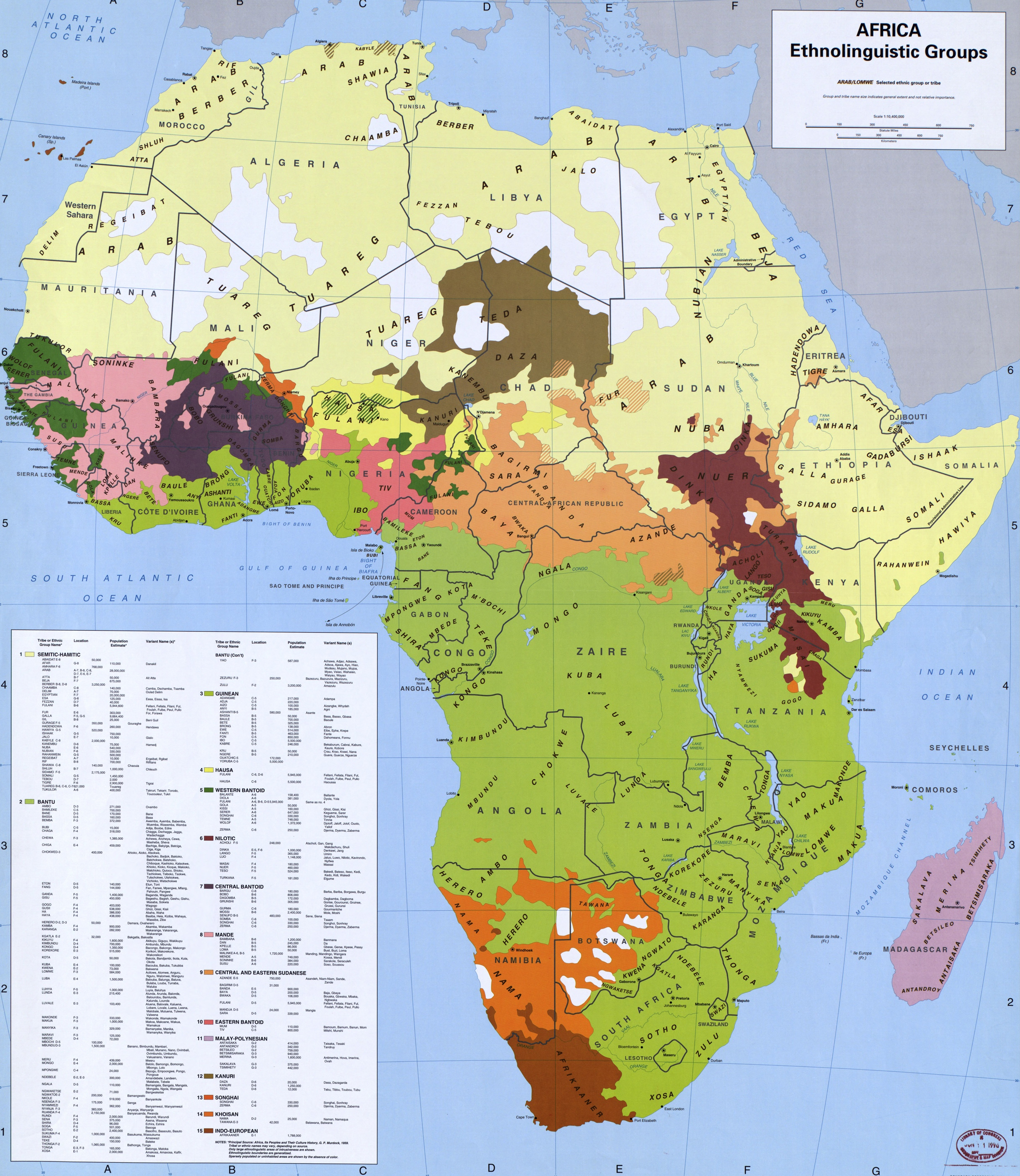
Африканські етнічні групи

Наприклад, танцюристи та барабанщики Йоруба висловлюють загальні бажання, цінності та колективну творчість. Барабанництво являє собою основний мовний текст, який керує танцювальним виконанням, дозволяючи виразити мовне значення невербально. Спонтанність цих виступів не слід плутати з імпровізацією, яка підкреслює індивідуальне его. Основним обов'язком барабанщика є збереження громади. Майстри танцю та барабанщики мають особливе значення щодо вивчення танцю саме так, як його вчать. Діти повинні вивчити танець точно так, як вчать без змін. Імпровізація чи нова варіація настає лише після освоєння танцю, виконання та отримання вдячності глядачів та санкції від сільських старшин.
Музика Лоо, для іншого прикладу, функціональна, використовується для церемоніальних, релігійних, політичних чи випадкових цілей, під час похорон (Tero buru), щоб похвалити від'їжджаючих, втішити занепокоєних, заспокоїти людей вночі, висловлювати біль агонії і під час очищення та вигнання духів, під час пивних вечірок (Дуду, танець охангла), привітання воїнів з поля бою, під час боротьби (Рамоги), під час залицянь, під час дощу та під час ворожінь та зцілення. Робочі пісні виконуються як під час комунальних робіт, таких як будівництво, прополка тощо, так і індивідуальні роботи, як розтоплення зернових, вигрібання.

## Регіони

Геополітична карта Африки розділилася для етномузикологічних цілей після Мерріама, 1959 року.

Алан П. Мерріам розділив Африку на сім регіонів для етномузикологічних цілей, спостерігаючи за поточними політичними кордонами (див. Карту), і ця стаття якнайдалі дотримується цього поділу під час дослідження музики етнічних груп в Африці.
- Музика північного регіону Африки (червона на карті), включаючи музику Африканського рогу (темно-зелена на карті), здебільшого трактується окремо під середньосхідними та північноафриканськими музичними традиціями.
- Західноафриканська музика (жовта на карті) включає музику Сенегалу та Гамбії, Гвінеї та Гвінеї-Бісау, Сьєрра-Леоне та Ліберії, внутрішніх рівнин Малі, Нігеру та Буркіна-Фасо, а також прибережних країн Кот-д'Івуар, Гана, Того, Бенін, Нігерія, Камерун, Габон і Республіка Конго, а також острови Кабо-Верде, Сан-Томе та Принсіпі.
- Центральноафриканська музика (темно-синій на карті) включає музику Чаду, Центральноафриканської республіки, Демократичної Республіки Конго та Замбії.
- Східний регіон (світло-зелений на карті) включає музику Уганди, Кенії, Руанди, Бурунді, Танзанії, Малаві, Мозамбіку та Зімбабве, а також острови Мадагаскар, Сейшельські острови, Реюньйон, Маврикій та Коморські острови. Східний регіон отримав південноазійський і навіть австронезійський вплив через Індійський океан.
- Південний регіон (коричневий на карті) включає музику Південної Африки, Лесото, Свазіленду, Ботсвани, Намібії та Анголи.

### Сахель і Судан
- Музика Судану (бірюза на карті) вказує на труднощі поділу музичних традицій відповідно до кордонів держави. Музикологія Судану охоплює близько 133 мовних спільнот. що розмовляють понад 400 діалектами, афро-азійські, нілотичні та нігер-конго.

Судан отримав свою назву від назви сахани на південь від Сахари, яка робить з Нілом великі перехрестя регіону. На південь від Сахари Сахель утворює біогеографічну зону переходу між пустелею та суданськими саванами, що простягається між Атлантичним океаном та Червоним морем. До нілотичних народів, відомих у південному Судані, Уганді, Кенії та північній Танзанії, належать Луо, Дінка, Нуер та Масаї. Багато з них було включено до Східного регіону.

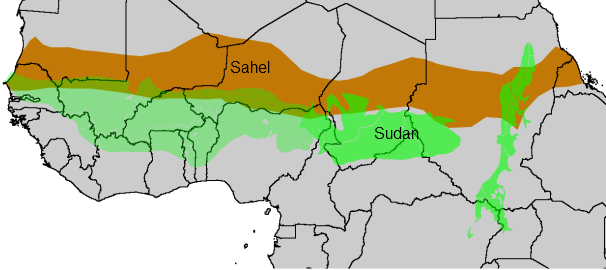
Сахель (коричневий) і Судан (зелений)

- Дінка — це переважно агропастирські громади, які населяють область Бахр-ель-Газаль басейну Нілу, Джонглі та частини південного регіону Кордуфану та Верхнього Нілу. Вони налічують близько 1,5 млн, Приблизно 10 % населення.[10] Судану.
- Аравійська ребава знайшла дім серед народів нуби.

Сенегамська фула в різні часи мігрувала до Судану, часто розмовляючи арабською, а також своєю мовою. Люди Хаузи, які розмовляють мовою, пов'язаною з давньоєгипетською та біблійною івритом, рухалися у зворотному напрямку. Далі на захід берберська музика Туарегу проникла в країни Південної Сахари. Вони входять до Західного регіону, але музика субсахарських пастухів та кочівників лунає із заходу на схід.

### Західні, центральні, східні та південні території

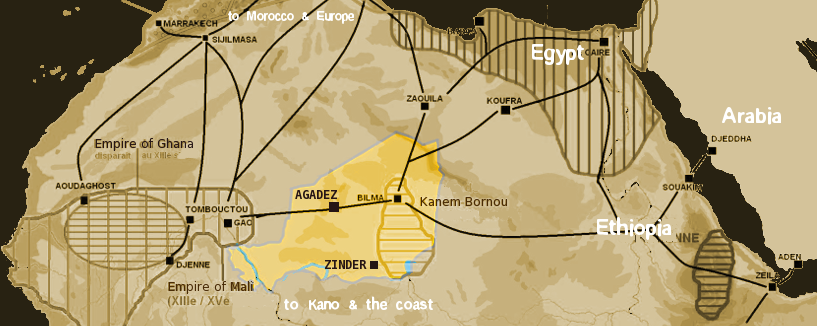
Сахарські торгові шляхи близько 1400

Ці чотири регіони найбільше асоціюються з африканською музикою на південь від Сахари: звичні африканські музичні елементи, такі як використання крос-тату та вокальної гармонії, можна знайти у всіх чотирьох регіонах, як і деякі інструменти, такі як залізний дзвін. Це значною мірою пояснюється розширенням людей, що говорять Нігер-Конго, що почалося приблизно в 1500 р. До н. е.: останні фази експансії були 0-1000   AD. Лише кілька розсіяних мов у цій великій місцевості не можуть бути легко пов'язані з мовою сім'ї Нігер-Конго. Однак дві значні музичні традиції, які не є банту, пігмійна музика конго в джунглях та традиція бушменів Калахарі, багато що визначають музику центрального регіону та південного регіону відповідно.

## Західна Африка

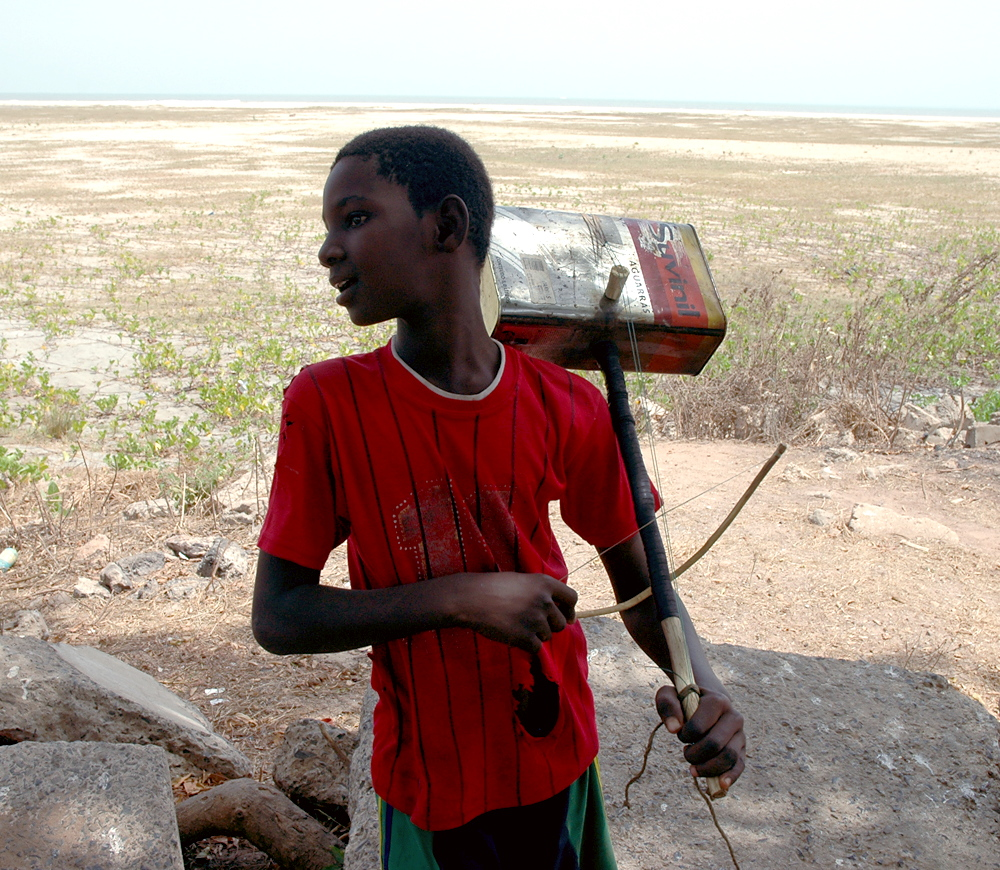
Гамбійський хлопчик з покладеною лютнею з жерстяної банки

Музику Західної Африки слід розглядати під двома основними заголовками: у найпівнічніших та найзахідніших її частинах багато згаданих транснаціональних субсахарських етнічних впливів зустрічаються серед хаусів, фуланів, людей Волофа, ораторів Манди з Малі, Сенегал і Мавританія, в Гур -speaking народів Малі, Буркіна — Фасо і північних половин Гани, Того і Кот — д'Івуар, то Fula знайти по всьому Західній Африці, а також спікери сенуфо з Кот — д'Івуар і Малі.
У прибережних регіонах проживають народності Нігері-Конго ; Ква, акан, мови Gbe, розмовляють у Гані, Того, Беніні та Нігерії, з яких найбільш відомий Еве, мови йоруба та ігбо, якими розмовляють Нігерія та східні мови Бенуе-Конго.
Внутрішня та прибережна мови лише пов'язані між собою. У той час як північ, з традиціями гриму, широко використовує струнні інструменти та ксилофони, південь значно більше спирається на барабанні набори та співи співу.

### Північна

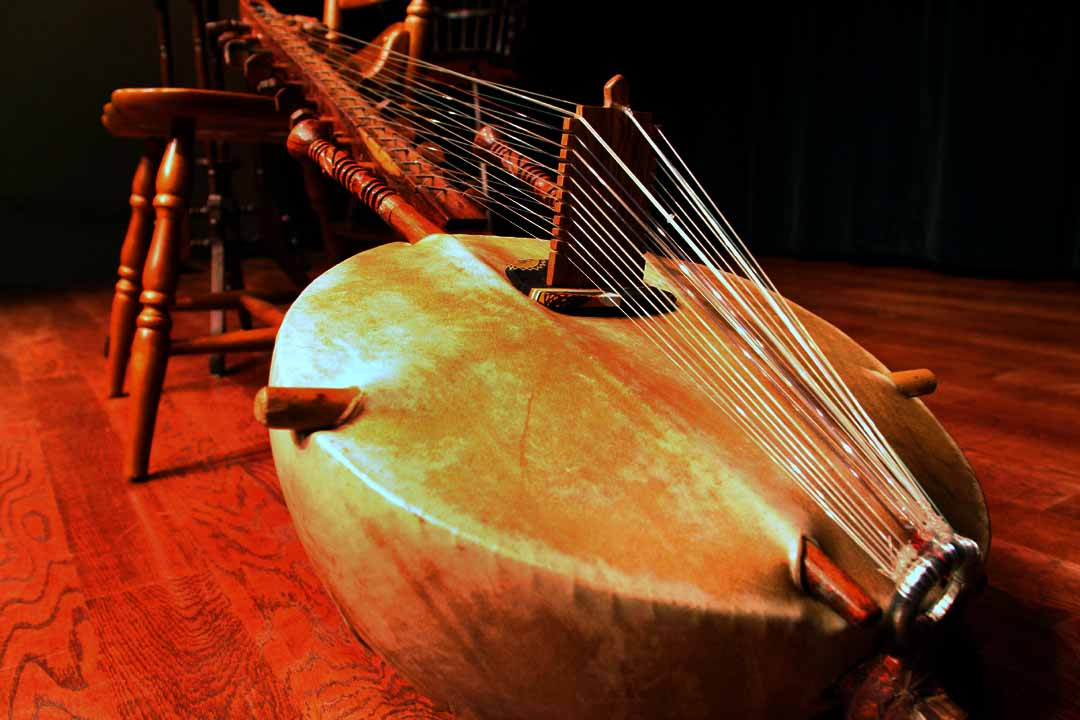
Арфа-лютня Малійського кору — це, мабуть, найдосконаліший із струнних інструментів Африки

Досконалі товариства існували в регіоні приблизно з 1500 року до н. Імперія Гани існувала до початку c. 830 до c. 1235 в теперішньому південному сході Мавританії та західній Малі. Народ Соссо мав свою столицю в Кумбі Салех, поки Сундіата Кейта не переміг їх у битві при Кіріні (рр. 1240 р.) І не почав імперію Малі, яка поширила свій вплив по річці Нігер через численні васальні царства та провінції. Імперія Гао на східній нігерійській вигині була потужною в дев'ятому столітті нашої ери, але згодом підпорядковувалася Малі до її занепаду. У 1340 році люди Сонґай зробили Гао столицею нової імперії Сонґай.
- Народність Хаузи — одна з найбільших етнічних груп Нігерії, Нігеру, Судану та багатьох країн Західної та Центральної Африки. Вони розмовляють чадською мовою. Є дві широкі категорії традиційної музики Хауса ; сільська народна музика та міська придворна музика розвивалися в Хаусських королівствах до війни у Фуланах. Їх народна музика грає важливу роль в нігерійської музиці, вносячи свій внесок такі елементи, як goje, один-струнні скрипки.
- Спочатку кочові / пасторальні сенегамбійські люди Фула або Тукулор становлять 40 % населення Гвінеї і поширилися на навколишні штати і аж до Судану на сході.[13] У 19 столітті вони скинули Хаузу і заснували Сокотоський халіфат. Фула грає на різноманітних традиційних інструментах, включаючи барабани, ходду (ксалам), вирвану в шкіру люту, схожу на банджо, та риті чи риті (однострунний схилений інструмент, схожий на скрипку), окрім їхнього голосу музику. Вони також використовують бамбукові флейти, що видуваються в кінці. Їх ґріоти відомі як гауло.[14]
- Музика Манде: у музиці Малі переважають форми, похідні від імперії Манде. Їх музиканти, професійні виконавці, названі jeliw (співати. Джелі, французький griot), дали популярність поряд із традиційною музикою. Манда мов включають мандінка, сонінке, Бамбаре, біс, діула, Kagoro, Бози, Mende, ЮУрГУ, Vai і Ligbi: є населення в Буркіна — Фасо, Мавританії, Сенегал, Гамбії, Гвінеї, Гвінея-Бісау, Сьєрра — Леоне і Ліберії і, головним чином у північних внутрішніх регіонах, у південнобережних штатах Кот-д'Івуар, Гана, Того, Бенін та Нігерія.
- Музика Wolof : люди Wolof, найбільша етнічна група Сенегалу, споріднені Фулі, зробили великий внесок у популярну сенегальську музику. Споріднені люди Серер відрізняються поліфонічною піснею.[15]

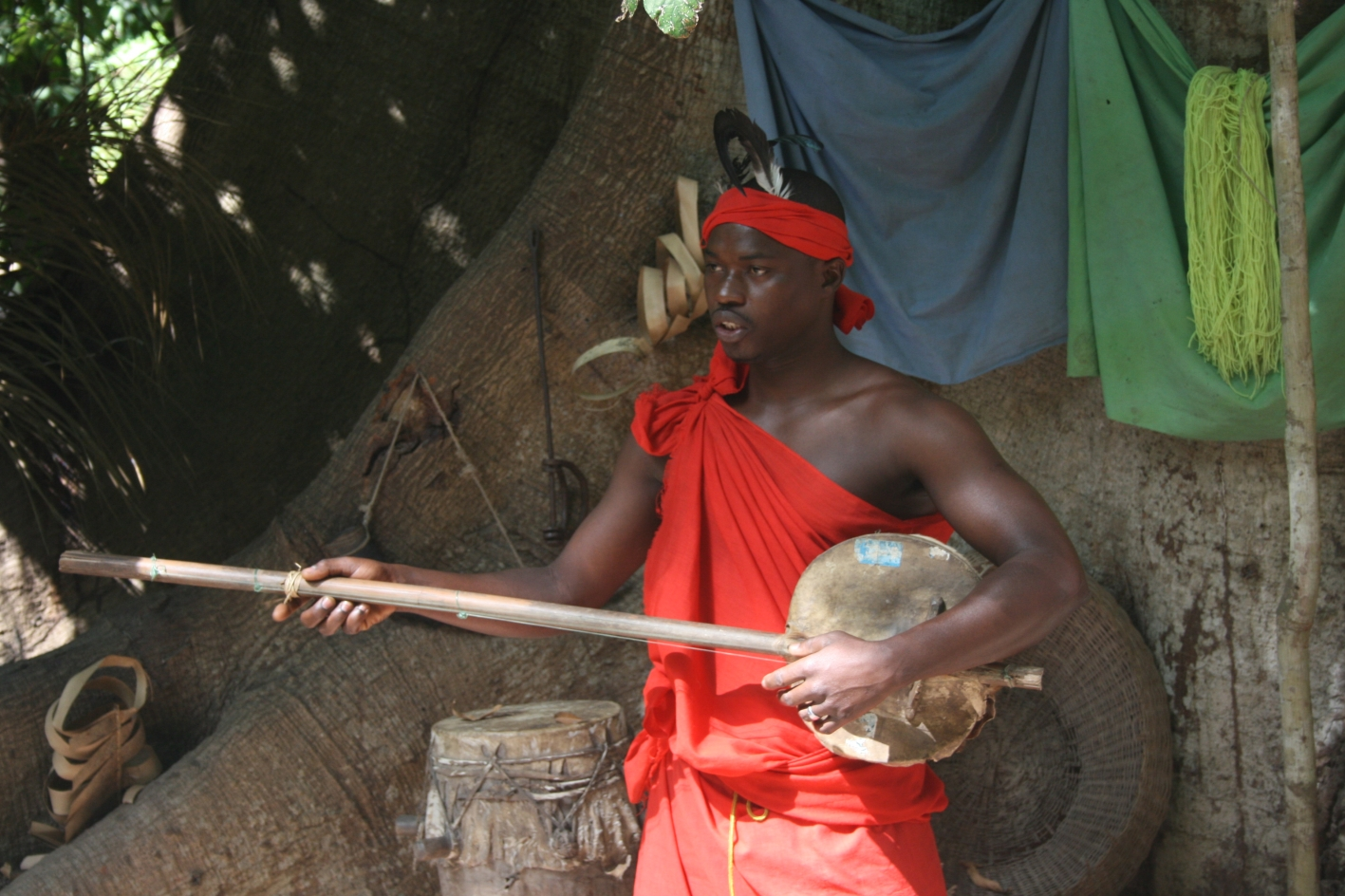
Чоловік Джола в Boucotte в Казамансі (Sénégal), який грає в аконтінг

- У Сенегалі, Гамбії та Гвінеї-Бісау Джола відомий своїм струнним інструментом, якщо аконтінг — попередник банджо, тоді як баланта, найбільша етнічна група Гвінеї-Бісау, грає на подібному інструменті гарбузової лютні, званому кусунде або куссунде,[16] з короткою стрункою безпілотника A # / B внизу, верхньою струною F # середньої довжини та середньою C # рядком, найдовшою. Верхній рядок зупинено дає G #, середній стоп — D #.
- Музика Сонґай, як її інтерпретував Алі Фарка Туре, викликала міжнародний інтерес до другорядного пентатонічного стилю лютній і голосу, який помітно схожий на американський блюз.
- Сенуфо або Сенуфо, що мешкають у південній частині Малі та крайньому західному куті Буркіна-Фасо до Катіоли в Кот-д'Івуарі з однією групою, Нафана, на північному заході Гани. Senufo відомі для похорону та поро музики.[17]

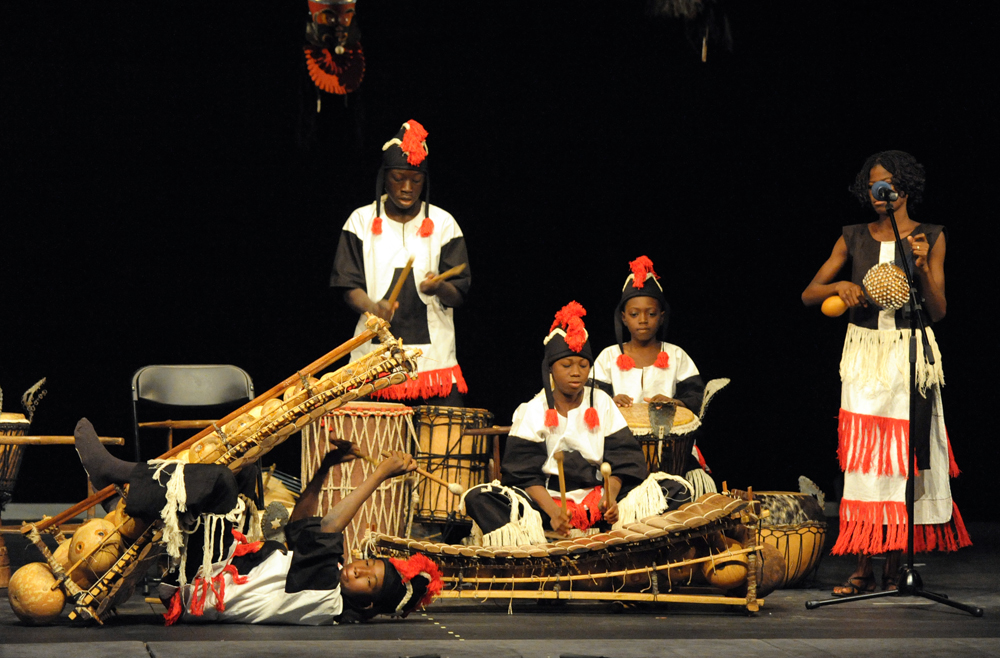
Виступна група з Буркіна-Фасо на балафоні

- Серед Гур -speaking народів всього дагомба використовувати Лунг говорити барабан і бас — барабан з пастками, названими gungon, а також флейту, gonje (goje) і дзвін.[18], а також музика лютні на моло (ксалам), яку також грають такі народи гурунсів, як Фрафра. Подібні стилі практикують місцеві люди, що говорять на Фулані, Хауса, Джерма, Бусанга та Лігбі. Барабанщики в Дагбоні — це казкарі, історики, барди родинного роду, які виступають на заходах, названих самбанлунга.[19]
- Гурунси, Лобі, Вала та споріднені люди Дагааби з Гани та Буркіна-Фасо і відомі складними взаємодіючими (подвійними метрами) візерунками на ксилофоні (гілі).
- Люди Моссі, чиї королівства Моссі в сучасній Буркіна-Фасо, протистояли своїм сусідам Сонґай і Менде, перш ніж потрапити до французів, мають традицію гріо. Також джамбадон.[20] також броска.

### Гвінейська затока

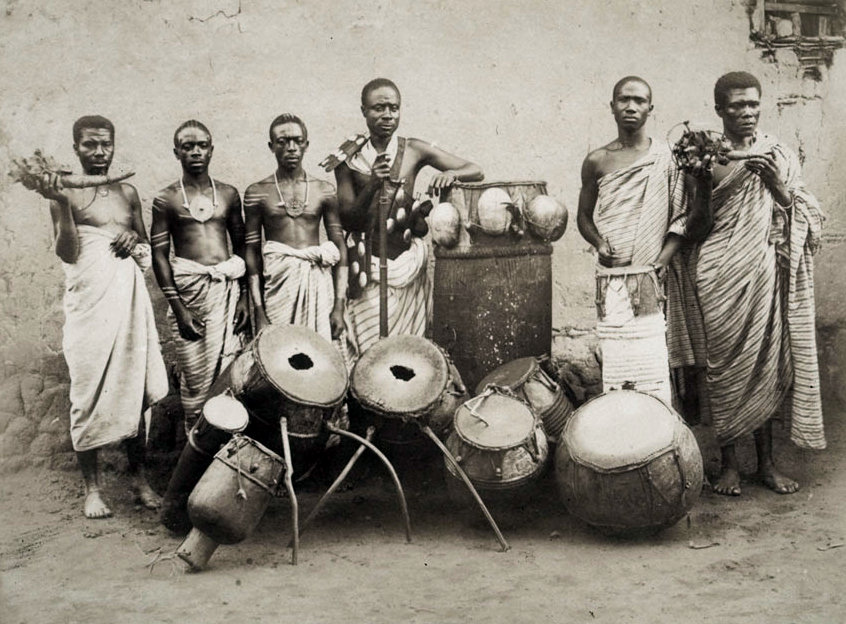
Музичний ансамбль начальника Абетіфі (народності Кваху) c. 1890 р.

- Аканський народ включає фанте, ашанті[21] які зароджували стилі <i id="mwAZE">адова</i> та кете, боуле, поліфонічна музика якого вводила ритм гббе в Кот-д'Івуар,[17] людей Nzema, які грають едеголу. Аканські народи мають складну придворну музику, включаючи стиль атпампан та Га кпанлого, модернізовану традиційну форму танцю та музики, розроблену близько 1960 року. Якуб Адді, Обо Адді та Мустафа Тетті Адді — барабанщики Га, які досягли міжнародної популярності. У музиці asonko використовується величезний ксилофон журналу. 10–14 струнної ганської сепреви, що знаходиться посередині між корою та африканською арфою, досі грають, але часто замінюються гітарою. До інших стилів належать; adaha, agbadza, akwete, ashiko і gombe, а також конкомба, магістраль, osibisaba і sikyi. Інструментарій включає в себе aburukawa, apentemma, dawuro і torowa.

- Музика Еве, музика людей Еве з Гани, Того та Беніну, в першу чергу ударна з великою метричною складністю. Барабанні ансамблі Ewe виробляють танцювальну музику і сприяють популярним стилям, таким як agbadza і borborbor, fkomkonkomba / highlife fusion 1950-х.
- Споріднені люди Аджі є вихідцями з південно-західного Беніну та південно-східного Того. Адже, що проживає в Абамеї, змішався з місцевим племенем, створивши таким чином етнічну групу Фон і Дагомей, тепер найбільшу в Беніні. Тхінкуме.[22]
- Музика йоруба є визначною в музиці Нігерії та в афро-латинських та карибських музичних стилях. Ансамблі, що використовують барабан, що розмовляє, грають тип музики, яку називають дундуном після барабана[23] використовуючи барабани різного розміру натягу разом із спеціальними барабанними стрічками (ogido). Ведучий або оніялу використовує барабан, щоб «говорити», імітуючи тональність мови йоруби. Музика йоруби традиційно зосереджена на фольклорі та духовному / богослужінні, використовуючи основні та природні інструменти, такі як рукодільниці. Професійних музикантів згадували зневажливим терміном Алагбе.

- Ігбо музика інформує Highlife та Waka. Барабан — найважливіший музичний інструмент для людей ігбо, який використовується під час урочистостей, обрядів проходу, похорон, війни, міських зборів та інших подій, а барабан чи уду (означає «горщик») — їх найпоширеніший і популярний барабан:[24] менший варіант називається кім-кім.[25] Стилі ігбо включають egwu ota. Інші інструменти: обо   — ufie   — ogene,[26] плоска металева каструля, що використовується як дзвіночок.
- Люди Басса (Камерун) походять з ассико, популярного танцю з півдня Камеруну.[27]
- Касена використовує вокальний стиль вокею. Інші стилі є; jongo, len yoro. До інструментів належать; gullu, gungonga, korbala, kornia, sinyegule, wua та yong wui.[28]
- Стиль Бамілеке — мангаб ; Люди Бамілеке використовують гонг.
- Beti-Pahuin стилю Камеруну = бікуці ; Танець = бікуці ; Приладобудування = njang   — брязкальця включає людей Fang[29] хор і барабанну групу; Приладобудування = mvet; Інше = bebom-mvet. Музика Сан-Томе та Принсіпі[30] Стилі: danço-Congo   — dêxa   — сокопе   — ússua   — xtléva; Інструменти: каучук   — флейта   — брязкальце ; Інше: Tchiloli

Музика Кабо — Верде вже давно під впливом Європи, Інструментарій включає в гармошку (GAITA), схилені <i id="mwAh0">rabeca</i>, на violão гітарі і альт дванадцять струн на гітарі, а також cavaquinho, cimboa і ferrinho. Стилі включають батук, коладера, фунана, морну та табанку.

## Центральна Африка

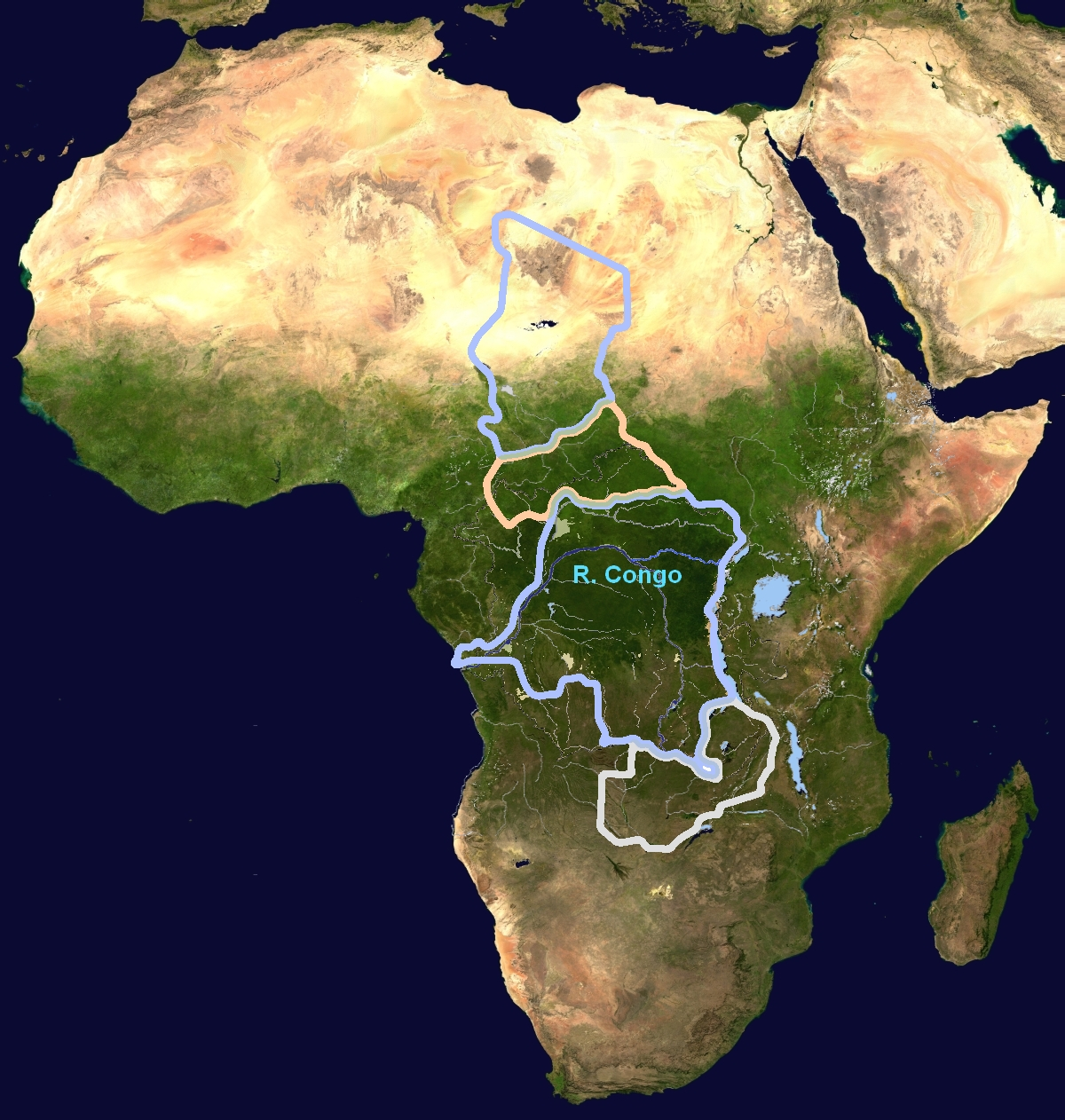
Центральноафриканський музикологічний регіон та річка Конго на супутниковій фотографії, що показує африканські тропічні ліси та пустельні регіони.

Центральний регіон африканської музики визначається тропічними дощовими лісами в основі материка. Однак Чад, найпівнічніший штат, має чималий субтропічний і пустельний північний регіон.

### Північні традиції
На півночі цього регіону є Ніло-Сахарани, такі як народ Занде. Ранні королівства були засновані поблизу озера Чад: імперія Канем, бл. 600 р. До н   — 1380 р. Н. Е. охоплював більшу частину Чаду, Фецзана, східного Нігеру та північного сходу Нігерії, можливо, заснованого кочовим Заґавою, потім правив династією Сайфава. Імперія Борну (1396—1893) була продовженням, Канембу заснував нову державу в Нгазаргаму. Вони розмовляли мовами Канурі, якими розмовляють близько чотирьох мільйонів людей в Нігерії, Нігері, Чаді, Камеруні, Лівії та Судані. Вони відзначені музикою лютні та барабану. Королівство Багірмі (1522—1897) та імперія Уаддай (1635—1912) також були зосереджені біля озера Чад.
- Тубу, які мешкають переважно на півночі Чаду навколо гір Тібесті, а також у Лівії, Нігері та Судані, є напівкочовими скотарями, ноло-сахарськими ораторами, переважно мусульманами, чисельністю приблизно 350 000. Їх народна музика обертається навколо чоловічих струнних інструментів, таких як келелі та жіноча вокальна музика.
- Мова Багурмі в Центральному Судані налічує 44 761 мовців Станом на  1993 і асоціюється з царством Багірмі. Вони відомі музикою барабану та цитру та народним танцем, в якому ведеться макетний бій між танцюристами, що тримають великих шкідників. Люди Сари — це мовно споріднена етнічна група, найбільша в Чаді, що становить до 30 % її населення та 10 % Центральноафриканської республіки. Нащадки цивілізації Сао, вони використовують балафони, свисток, арфи і Коджо барабани.
- Люди Занди живуть на північному сході Демократичної Республіки Конго, південно-західному Судані та південно-східній Центральноафриканській республіці. Їх кількість за різними джерелами оцінюється в межах від 1 до 4 мільйонів.
- Роги та труби, такі як довга королівська труба, олов'яний ріг, відомий як <i id="mwAmk">ваза</i> або <i id="mwAmo">какакі</i>, використовуються в коронаціях та інших церемоніях вищого класу як у Чаді, так і в Судані. Інші традиційні чадські інструменти включають ху ху (струнний інструмент з резонаторами калабашу), маракаси. Традиція гріота використовує виду (п'ятиструнну лукову арфу).

### Пігмейські народи

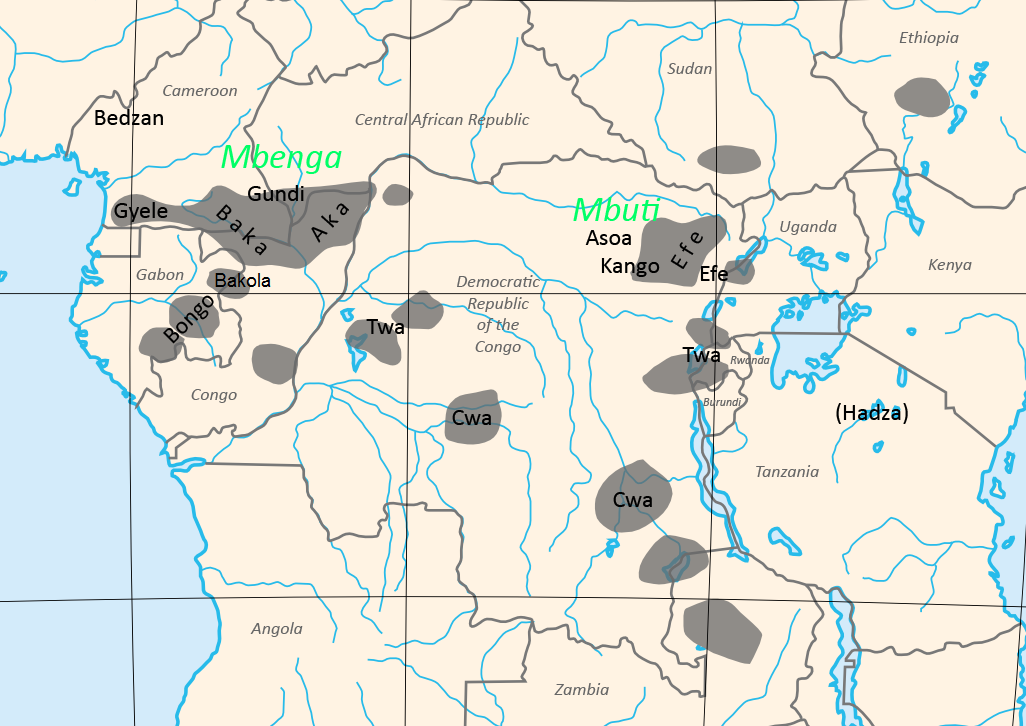
Поширення пігмеїв за Кавалі-Сфорца

- Пігмійські народи мають високий рівень генетичного різноманіття але вони надзвичайно розходяться з усіма іншими людськими популяціями, що говорить про те, що вони мають давнє корінне походження, найдавніше розбіжність після південноафриканських бушменів. За оцінками, в тропічних лісах Конго живе від 250 000 до 600 000 пігмеїв Більшість пігмійських громад мешкають у тропічних лісах.[32] з населенням в Руанді, Бурунді, Уганді, Демократичній Республіці Конго, Центральноафриканській республіці, Камеруні, Екваторіальній Гвінеї, Габоні, Республіці Конго, Анголі, Ботсвані, Намібії та Замбії. Як часткові мисливці-збирачі, живучи частково, але не виключно дикими продуктами свого навколишнього середовища, вони торгують із сусідніми фермерами для придбання вирощуваних продуктів харчування та інших матеріальних цінностей. Існує кілька груп пігмеїв, найбільш відомими є Мбенга (Ака та Бака) західного басейну Конго, Мбуті (Ефе та ін.) Ітурійського лісу та Тва Великих озер. Пігмійна музика включає в себе Ака, Баку, Мамбуті Мбуті та Ефе; стилі: hindewhu   — гакет   — ліканос   — лікінді   — колискова   — яллі. Приладобудування = флейта   — ієта   — лімбінді   — молімо   — нгомбі   — труба   — свист. Інше = буна   — elima   — дженгі   — molimo[33] Африканські пігмеї особливо відомі своєю зазвичай вокальною музикою, яка зазвичай характеризується щільною контрапунктною комунальною імпровізацією.[34] Музика пронизує повсякденне життя, є пісні для розваг, а також конкретні події та заходи.
- Баші[35] Приладобудування = луланга.

### Традиції банту
- Жителі Бемби Замбії. (або «BaBemba», що використовує префікс Ba для позначення «людей», а також раніше його називали «Авемба» або «БаВемба») належить до великої групи народів, переважно в північних, провінціях Луапула та Коппербельт Замбії, які простежити їхнє походження до штатів Луба та Лунда у верхньому басейні Конго, що стало провінцією Катанга на півдні Конго-Кіншаси (ДРК). Існує понад 30 кланів Бемба, названих на честь тварин або природних організмів, таких як королівський клан, «люди крокодила» (Бена Нг'анду) або Бена Бова (Грибний клан). Мова Бемби (Chibemba) споріднена з мовами банту Каонде (в Замбії та ДРК), Любою (в ДРК), Нсенга і Тонга (в Замбії), і Нянья / Чева (в Замбії та Малаві). В основному він розмовляє в Північній, Луапульській та Коппербельтській провінціях і став найпоширенішою африканською мовою в країні, хоча не завжди є першою мовою. Бемба налічувала 250 000 в 1963 році, але значно більша кількість населення включає десь вісімнадцять різних етнічних груп, які разом з Бембою утворюють тісно пов'язаний етнолінгвістичний схід матриліно-матрифокальних аграріїв, відомий як народи Замбії, що говорять на Бембі. Приладобудування = бабатон   — кален[36]

## Східна Африка
Східноафриканський музикологічний регіон, який включає острови Індійського океану, Мадагаскар, Реюньйон, Маврикій, Комор та Сейшельські острови, був відкритий для впливу аравійської та іранської музики з часів епохи Ширазі. На півдні регіону суахілі культура прийняла такі інструменти, як dumbek, уда і Переддень   — навіть барабани індійських табло. Кабосі, яку ще називають мандоліною, невелика гітара Мадагаскару, подібно до кобурських габусі, може взяти свою назву від арабського qanbūs. Кажуть, що Таараб, сучасний жанр, популярний в Танзанії та Кенії, бере як своє ім'я, так і стиль від єгипетської музики, як раніше культивувався в Занзібарі. Останнім часом були і європейські впливи: гітара популярна в Кенії, на Сейшельських островах танцюють контрагенси, мазурка і полька.

### Північні традиції
- Народи Луо населяють область, яка простягається від Південного Судану та Ефіопії через північну Уганду та східне Конго (ДРК), до західної Кенії та Танзанії та включає Шиллук, Ахолі, Ланго та Джолуо (Кенійський та Танзанійський Луо). Л Benga музика походить від традиційної музики з nyatiti ліри:[39] Лі-яка говорить Acholi північній Уганди використовує adungu.[40] Ритми характеризуються синкопацією та акрузитом. Мелодії ліричні, з вокальними орнаментами, особливо коли музика несе важливе повідомлення. Пісні — це виклики та відповіді або сольні виступи, такі як співи, речитативи з неправильним ритмом та фразами, які передавали серйозні повідомлення. Такі танці Лоо, як дуду, були введені ними. Унікальною характеристикою є введення ще одного співу в середині музичного виступу. Спів припиняється, крок музичних інструментів знижується, і танець стає менш енергійним, коли людина приймає виступ у самовихваленні. Це називається пакруок. Унікальний вид залюбки, сигалагала, в основному робиться жінками, знаменує кульмінаційним моментом музичного виступу. Стилі танцю витончені та витончені, що передбачають рух однієї ноги у зворотному напрямку до талії або енергійне похитування плечей, як правило, до нятіті. Адамсон (1967) прокоментував, що Луос, одягнений у свої традиційні костюми та орнаменти, заслуговує на свою репутацію наймальовничіших людей Кенії. Під час більшості своїх виступів Луо носив костюми; сизалові спідниці (owalo), намистини (Ombulu / tigo), що носяться на шиї і талії, і червона або біла глина, яку використовують дами. Чоловічі костюми включали куоді або хієно, шкіру, одягнену з плечей або з талії. Головні убори, щит та списа Ligisa, шапки та очеретяні тростини виготовлялися з місцевих матеріалів. Музичні інструменти Луо варіюються від ударних (барабани, хлопавки, металеві кільця, онгенго або гара, шейкери), нятіті, типу ліри; orutu, тип скрипки), вітер (натягувати на ріг, Асилі, флейту, Абу- !, на певний тип труби. У музичному стилі бенга. гітара (акустична, пізніше електрична) замінила нятіті як струнний інструмент. Бенгу грають музиканти багатьох племен і більше не вважаються стилем суто Лоо.
- Музика і танець народу Масая в минулому не використовували жодних інструментів, оскільки як напівкочові нілотичні інструменти скотарства вважалися занадто громіздкими для руху. Традиційна музика Масая — це строго поліфонічна вокальна музика, група співає поліфонічні ритми, тоді як солісти по черзі співають вірші. Дзвінок і відповідь, що слідує за кожним віршем, називається намба. Виступи часто є конкурсними і поділяються за віком і статтю. Люди сусідньої Туркани зберегли свої старовинні традиції, включаючи музику дзвінків і відгуків, яка майже повністю звучить. Також грається ріг, зроблений з антилопи куду. Самбуру пов'язані з масаями, і, як і вони, майже не грають на інструментах, окрім простих дуд і гітари. Є також еротичні пісні, які співають жінки, що моляться про дощ.
- Борани живуть поблизу ефіопського кордону, а їхня музика відображає ефіопські, сомалійські та інші традиції. Вони також відомі тим, що використовують гітару chamonge,[41] яку виготовляють з варильної каструлі, нанизаної на металеві дроти.

### Традиції банту

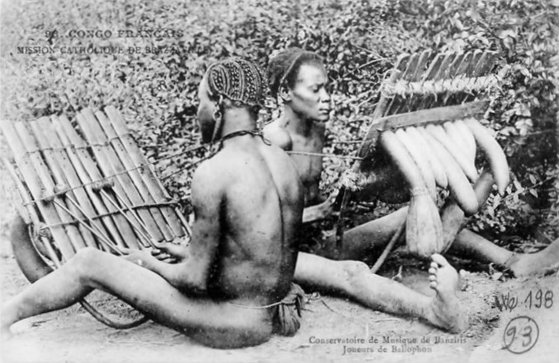
Ngbaka говорить Gbanzili людини з тропічних лісів гри ксилофонів з калабаш резонаторами, 1907.

Барабани (Нгома, ng'oma або ingoma) багато використовуються: особливо великі, були розроблені серед придворних музикантів Східно — африканських королів. Термін ngoma застосовується як до ритму, так і до танцювальних стилів, а також до самих барабанів. як серед східно-кенійського Акамба, Буганди Уганди, та людей Нгоні Малаві, Мозамбіку, Танзанії та Замбії, які простежують своє походження до зулу — народу квазулу-Наталу в Південній Африці. Термін вживається також Тутсі / Ватусі та Хуту / Бахуту. Барабани в стилі Банту, особливо барабани сукуті, грають люди Лухії (також відомі як Авалуя, Абалуя або Луя), — народ Банту, Кенія, — це близько 16 % від загальної кількості населення Кенії 38,5 млн. Та в Уганді та Танзанії. Вони налічують близько 6,1 мільйона людей. Абалухія літунго.
- Кікую — одна з найбільших і найбільш урбанізованих громад Кенії. У культурному центрі Ріукі в Найробі традиційні пісні та танці виконуються місцевими жінками, включаючи музику для посвячень, залицянь, весіль, полювання та роботи. Вважається, що Кікую, як і їхні сусіди Ембу та Меру, переселилися з басейну Конго. Такі меру, як Чука, які живуть поблизу гори Кенія, відомі поліритмічною ударною музикою.
- Буганда — це чисельне населення південної Уганди з добре задокументованими музичними традиціями. Акадінда, ксилофон, а також кілька типів барабанів використовуються в придворній музиці Кабаки або царя. Значна частина музики ґрунтується на відтворенні паралельних октав остінато. Інші інструменти; engelabi, ennanga або (inanga, арфа), entenga. Танець   — баксімба.
- Музика Руанди та Бурунді — це головним чином музика тісно пов'язаних племен Тутсі / Ватусі та Хуту / Бахуту. Королівські барабанщики Бурунді виконують музику для церемоній народження, похорону та коронації мвамі (царів). Сакральні барабани (звані каріенда) виготовляються з порожнистих стовбурів дерев, покритих шкурами тварин. Окрім центрального барабана, Інкіраня, барабани Amashako забезпечують безперервний удар, а барабани Ibishikiso дотримуються ритму, встановленого Inkiranya. Танцюристи можуть носити декоративні списи та щити та вести ходу своїм танцем. Інструменти; ikembe   — інанга   — iningiri   — умудурі   — ікондера   — ihembe   — урутаро. Танці: ікінімба   — умушаяйо   — умухамірізо   — імпарамба   — інкаранка   — ігішакамба   — ікінімера[43]
- Культура суахілі: стилі гунгу   — кінанда   — весільна музика Танці чакача   — kumbwaya   — вуго, інструментальна кібангала   — ріка   — тайшокото[37]
- У барабанному жанрі Gogo жінок Танзанії та Мозамбіку, як у танцю ngwayi північно-східної Замбії, використовуються " заключні " або антифональні ритми, які є у багатьох східноафриканських інструментальних стилях, таких як ксилофонна музика Makonde dimbila, Yao mangolongondo або Shirima mangwilo, на яку опачера, початковий абонент, відповідає іншим гравцем, вакулелою.[46]
- Люди Чопі прибережної провінції Інхамбан відомі унікальним видом ксилофону під назвою mbila (pl: timbila) та стилем музики, що виконується разом із ним, який "вважається найскладнішим методом композиції, який досі знайдений серед долітературних народів. " Ансамблі складаються з десяти ксилофонів чотирьох розмірів і супроводжують церемоніальні танці з довгими композиціями під назвою нгомі, які складаються з увертюри та десяти рухів різних темпів і стилів. Керівник ансамблю виступає в ролі поета, композитора, диригента та виконавця, створюючи текст, імпровізуючи мелодію, частково виходячи з особливостей тонової мови Чопі, і складаючи другий лічильник музики. Музиканти ансамблю частково імпровізують свої частини за стилем, інструментальною ідіомою та вказівками лідера. Потім композитор консультується з хореографом церемонії і вносяться корективи.[47] Чопі стилі: тембала. Інструменти: калімба   — мбіла   — тембіла   — валімба   — сиговія   — ксіпала-пала   — ксипендан   — ксітенде   — xizambe[48] Мови Чопі включають тонга. Танець Тонга = мганда[49]
- Люди Камби відомі своєю складною ударною музикою та видовищними виступами, танці, які демонструють атлетичні навички, нагадують туті та Ембу. Танці зазвичай супроводжуються піснями, складеними на випадок і співаними в пентатонічному масштабі. У Akamba також є робочі пісні. Їх музика поділяється на кілька груп за віком: Kilumi — це танець для переважно літніх жінок та чоловіків, що виконується на цілющих церемоніях дощу та дощу, Mbeni для молодих та акробатичних дівчат та хлопців, Mbalya або Ngutha — це танець для молодих людей, які зустрічаються щоб розважитися після закінчення денних справ, Kyaa для старих і чоловіків. Kiveve, Kinze тощо. У танці Kilumi барабанщик, як правило, жіночий, грає, сидячи на великому барабані мусса, вкритому козячою шкірою з одного кінця, і відкритим на іншому. Барабанщик також є співаком. Mwali (pl: Myali) — танець, що супроводжує пісню, яку зазвичай роблять для критики антисоціальної поведінки: Mwilu — це танець обрізання.
- Люди Гусі використовують величезну лютню під назвою обокано та наземний лук[41] зроблену копанням великої ями в землі, над якою прив'язують шкіру тварин. У шкірі врізається невеликий отвір і поперек отвору розміщується одна струна. [сумнівно — обговорити]
- Міджикенда (буквально «дев'ять племен») зустрічається на узбережжі Танзанії, Кенії та Південної Сомалі. Вони мають яскраву народну традицію, можливо, через менший вплив християнських місіонерів. Їх музика здебільшого на базі ударних та надзвичайно складна. Taarab — це суміш впливів музики арабської, індійської та Mijikenda, що зустрічаються в прибережних регіонах Кенії, Занзібарі, Пембі та на островах біля Східної Африки.
- Yao люди (Східна Африка) танець = beni (музика)   — likwata

### Індійський океан
- Люди Баджуні живуть переважно на островах Ламу, а також у Момбасі та Кіліфі. Дуже добре відома жіноча робоча пісня Bajuni «Mashindano Ni Matezo».
- Мадагаскар та острови Маскаренів, до яких належать Реюньйон, Маврикій та Родрігес, відзначаються сеґами стилю танцю / музики.[50] Туш для вій теж малоя   — малоя (ритуал). Інструментальний каямб   — маравання   — равання   — тамбур. На Мадагаскарі також стиль вакодразана, база танцю   — салеги   — сигаома   — цапіка   — ватса ватса. Інструментарій jejy voatavo   — кабоси   — локанга   — марований   — содина   — валіха. Фамадихана ритуал, hiragasy театр. Сейшельський танцювальний контнблей.[38]

## Південна Африка
- Бушмени також Басарва, Хео, Хве, Сан,! Кунг. Койсанськую (також пишеться Khoesaan, Khoesan або кхій-Сан) це ім'я є об'єднуючим для двох етнічних груп з Південної Африки, які поділяють фізичні та уявні лінгвістичні характеристики відмінних від банту більшості регіону[51] нагул Сана і пастирська ха. Сан включає первісних мешканців Південної Африки до того, як міграції Банту на південь з Центральної та Східної Африки досягли свого регіону. Хой скотарі, мабуть, прибули до Південної Африки незадовго до Банту. Численні популяції Хой-сана залишаються в кількох посушливих районах регіону, зокрема в пустелі Калахарі. Стилі = Гокет[52]

Мови Південного Банту включають усі важливі мови банту Південної Африки, Зімбабве та Ботсвани, а також кілька південних Мозамбіку. Вони мають кілька підгруп;
- Мови Nguni включають в себе Xhosa, зулу та північну Ndebele. Музика зулу сприяла стилю Mbaqanga в популярній африканській музиці, а також поліфонічних вокальних стилях під назвою mbube та isicathamiya. Також izihlabo   — Масканда Інструменти: гітара Інше = укубонга.[53] Музика Xhosa зробила міжнародне враження у світі джазу через Міріам Макеба та інших, наприклад, Amarok Майка Олдфілда включає деякі мелодії Xhosa та вокальну лірику. Інструменти: ухаді.[54] Ndbele Інструментарій: гітара Інше: церемонія біра Текельські мови : Swati, Phuthi, Southern Ndebele.
- Стиль сото-музики: мохабело Сото: Бірва, Північне сото (Педі), Південне сото (Сото), Лозі. Сото-цвана мови ; Tswana, Tswapong, Kgalagadi.
- Музика Шона також Тсонга. Інструменти: хошо   — калімба   — маточка   — мбира   — барабани ngoma   — ніжарі   — сопілка інше: церемонія біра   — kushaura-kutsinhira[55] шон мови включають шон правильного, Дьома, Kalanga, Manyika, Ndau, Nambya, Tawara, TEWE. TSWA-rõnga мови : rõnga, TSWA, Gwamba, Тсонга, венда.
- Населення Овамбо налічує близько 1 500 000 і складається з ряду споріднених груп, які населяють Овамболенд на півночі Намібії, утворюючи близько половини населення цієї держави, а також найпівденнішу провінцію Анголи. Традиційна танцювальна музика « Шамбо» поєднала музику Ovambo, яку раніше популяризували народні гітарист Квела, Канг Кіеняла, Боті Сімон, Лексінгтон та Мем Нангілі на Шима з домінуючою гітарою, ритм-гітарою, ударними та важким «розмовляючим» басліном. Гереро, що налічує близько 240 000 членів, переважно в Намібії, решта, що живуть у Ботсвані та Анголі, говорять подібною мовою, як і люди Хімби. Люди ерерітьє, тут також відомі як консерт, стали популярними в Намібії. Дамари генетично є банту, але розмовляють мовою бушменів «клацанням». Ma / gaisa або Damara Punch — популярний жанр танцювальної музики, що походить від їх традиційної музики.
- Педі Стилі = харепа, Інструментарій = харепа
- Африканські стилі = оркес, інструментація = акордеон   — концертна

## Інструменти
- Абурукува
- Атоке
- Брекет   — використовується, особливо в Gorovodu, в вуду порядку Anlo і еве народів.
- Аксаце   — брязкальце чи ідіофон.
- Fontomfrom   — королівський розмовний барабан аканських народів.
- Кагану   — вузький барабан чи мембранофон.
- Кіді   — барабан заввишки близько двох футів
- Кора (інструмент)   — 21-струнна подвійна арфа-лютня
- Клобото
- Кпанлого
- Премпенсуа   — піаніно великого пальця.
- Тотодзі
- Сепрева   — 6–10 струнних арфів аканських і фантовських народів півдня та центральної Гани, що використовуються в старовинному жанрі вихвальної музики.
- Сого   — найбільший із опорних барабанів, що використовувались для гри в Атії
- Лобі ксилофон.[17]
- Goun kakagbo   — хонган[22]
- Калабаш   — Чаша з висушеним калабасом перевернулася догори дном і вдарила кулаком і пальцями носячи каблучки. Використовується як супровід мелодійних інструментів
- Флейти
- Goonji / Gonjey / Goge   — Традиційна одна струнна скрипка, яку грає більшість інших сахельських груп у Західній Африці.
- Гунгон   — Басовий маточний барабан ансамблю Лунсі. Північного походження він грає по всій Гані різними групами, відомими південними групами як брекет. Пов'язані з барабанами Дунуна інших західноафриканських народів.
- Гіль   — великі резонансні ксилофони, пов'язані з Балафоном.
- Мбира   — маленький пентатонічний піаніно великого пальця.
- Колоко   — Сорти сахельської лютні. Різновиди включають один-струнний «Kolgo / Koliko» з Гур -speaking груп, дві струн "" Molo з Zabarma і Fulani меншини, або два-струнні "" Gurumi з хауса.
- Лунна / Калангу   — Сорти барабанних барабанів у формі пісочного годинника.
- Музичний лук   — відомий як 'Jinjeram' (в Gurunsi) або Jinjeli (в моси — дагомба мов).
- Шекера
- Свистки
- Роги
- Лемби Інструментарій: mbira[56]
- Yombe люди Приладобудування: труба
- Інструмент Shangaan : гітара[53]
- Інструменти Venda: барабани ngoma   — панпій[57]
- Коморський мсондо   — ndzendze.[38]
- Зарамо танець / інструмент msondo — також ngoma.[37]
- Ланго океме.[40]
- Busoga сопілка[58]

## Африканські танці
Геревол. Дан люди маскували танець. Йоруба геледе. Hausa asauwara Танці Еве: агбадза   — Гадзо. До Манде належать танці Мандінка, Манінка та Бамана: бансанго   — дідаді   — димба   — согомінкум. Дагомбський танець: такаї   — дамба   — Джера   — симпа   — бамая   — тора   — джина. Сан-Томе та Принсіпі танцюють: дансо-Конго   — puíta   — ússua. Кабо-Верде Танець = батук   — коладера   — funaná   — морна   — табанка. Касена Танці: джонго   — нагіла   — пе зара   — військовий танець. Akan танці: adowa   — осибісаба   — сикий. Люди Ашанті Нзема танцюють: абіса   — фанфари   — гроло   — сидер

### Південний
- Люди Чева Dance = gule wa mkulu   — няу[42]
- Ломве = tchopa[49]
- Luvale dance = manchancha[36]
- Ньянджа танець = chitsukulumwe   — gule wa mkulu likhuba
- Тумбука люди танець = vimbuza
- Качача з головою
- Henga dance = vimbuza